# Odorico Araújo Goulart
Odorico Araújo Goulart (Porto Alegre, 2 de julho de 1930 — Porto Alegre, 22 de agosto de 2005) foi um futebolista brasileiro que atuou como zagueiro e lateral-esquerdo.

## Carreira
Odorico começou em um time amador de Porto Alegre, o Juventus da Várzea. Em 1947, transferiu-se para o Internacional, onde inicialmente atuou como juvenil. Foi promovido ao time principal em 1950.
No Internacional, foi tetracampeão gaúcho (1950 a 1953), além de conquistar o título estadual de 1955. Atuou ainda por Portuguesa de Desportos e São Bento, de Sorocaba.

## Morte
Morreu na capital gaúcha em 22 de agosto de 2005.

## Tìtulos
Internacional
- Campeonato Gaúcho: 1950, 1951, 1952, 1953 e 1955.

Seleção do Brasil
- Campeonato Pan-americano: 1956.